# Supercoppa italiana 2020 (pallacanestro femminile)
La Supercoppa italiana 2020, anche nota come Famila Cup 2020 per ragioni di sponsorizzazione, è stata la 25ª edizione della competizione e si è disputata nel formato delle Final Eight.
Il Torneo è stato vinto per la seconda volta dalla Reyer Venezia, che ha sconfitto in finale la Famila Schio per 73-64.

## Squadre partecipanti
Le squadre classificate ai primi quattro posti al momento della sospensione del campionato 2019-20 e le altre quattro migliori classificate alla fine del girone di andata del suddetto campionato, sono ammesse alla Supercoppa 2020:
- Famila Schio
- Reyer Venezia
- Eirene Ragusa
- San Martino
- Le Mura Lucca
- GEAS
- USE Empoli
- Vigarano

## Risultati

### Tabellone
|  | Quarti        | Quarti |  |               | Semifinali    | Semifinali |  |               | Finale       | Finale |
|  |               |        |  |               |               |            |  |               |              |        |
|  | Reyer Venezia | 84     |  |               |               |            |  |               |              |        |
|  | Reyer Venezia | 84     |  |               |               |            |  |               |              |        |
|  | USE Empoli    | 67     |  |               |               |            |  |               |              |        |
|  | USE Empoli    | 67     |  | Reyer Venezia | 88            |            |  |               |              |        |
|  |               |        |  | Reyer Venezia | 88            |            |  |               |              |        |
|  |               |        |  |               | Le Mura Lucca | 51         |  |               |              |        |
|  | San Martino   | 76     |  |               | Le Mura Lucca | 51         |  |               |              |        |
|  | San Martino   | 76     |  |               |               |            |  |               |              |        |
|  | Le Mura Lucca | 77     |  |               |               |            |  |               |              |        |
|  | Le Mura Lucca | 77     |  |               |               |            |  | Reyer Venezia | 73           |        |
|  |               |        |  |               |               |            |  | Reyer Venezia | 73           |        |
|  |               |        |  |               |               |            |  |               | Famila Schio | 64     |
|  | Famila Schio  | 108    |  |               |               |            |  |               | Famila Schio | 64     |
|  | Famila Schio  | 108    |  |               |               |            |  |               |              |        |
|  | Vigarano      | 52     |  |               |               |            |  |               |              |        |
|  | Vigarano      | 52     |  | Famila Schio  | 82            |            |  |               |              |        |
|  |               |        |  | Famila Schio  | 82            |            |  |               |              |        |
|  |               |        |  |               | Eirene Ragusa | 60         |  |               |              |        |
|  | Eirene Ragusa | 70     |  |               | Eirene Ragusa | 60         |  |               |              |        |
|  | Eirene Ragusa | 70     |  |               |               |            |  |               |              |        |
|  | GEAS          | 64     |  |               |               |            |  |               |              |        |
|  | GEAS          | 64     |  |               |               |            |  |               |              |        |

### Quarti di finale
| Schio 24 settembre 2020, ore 17:00 CEST             | Umana Reyer Venezia | 84 – 67 (16-13, 36-35; 60-49) referto | Use Scotti Rosa Empoli | PalaRomare |
| \| \| \| \| \| Anderson 21 \| Punti \| 16 Chagas \| |                     |                                       |                        |            |
|                                                     |                     |                                       |                        |            |
| Anderson 21                                         | Punti               | 16 Chagas                             |                        |            |

| Schio 24 settembre 2020, ore 20:00 CEST          | Famila Wuber Schio | 108 – 52 (27-14, 57-33; 83-47) referto | Pallacanestro Vigarano | PalaRomare |
| \| \| \| \| \| Gruda 23 \| Punti \| 14 Rosset \| |                    |                                        |                        |            |
|                                                  |                    |                                        |                        |            |
| Gruda 23                                         | Punti              | 14 Rosset                              |                        |            |

| Schio 25 settembre 2020, ore 17:00 CEST              | San Martino di Lupari | 76 – 77 (14-23, 33-45; 51-66) referto | Gesam Gas&Luce Lucca | PalaRomare |
| \| \| \| \| \| Ciavarella 19 \| Punti \| 17 Russo \| |                       |                                       |                      |            |
|                                                      |                       |                                       |                      |            |
| Ciavarella 19                                        | Punti                 | 17 Russo                              |                      |            |

| Schio 25 settembre 2020, ore 20:00 CEST             | Passalacqua Ragusa | 70 – 64 (14-15, 28-30; 46-42) referto | Allianz Geas Sesto San Giovanni | PalaRomare |
| \| \| \| \| \| Marshall 20 \| Punti \| 22 Graves \| |                    |                                       |                                 |            |
|                                                     |                    |                                       |                                 |            |
| Marshall 20                                         | Punti              | 22 Graves                             |                                 |            |

### Semifinali
| Schio 26 settembre 2020, ore 17:00 CEST               | Umana Reyer Venezia | 88 – 51 (26-9, 50-26; 69-42) referto | Gesam Gas&Luce Lucca | PalaRomare |
| \| \| \| \| \| Bestagno 16 \| Punti \| 11 Tunstull \| |                     |                                      |                      |            |
|                                                       |                     |                                      |                      |            |
| Bestagno 16                                           | Punti               | 11 Tunstull                          |                      |            |

| Schio 26 settembre 2020, ore 20:00 CEST                     | Famila Wuber Schio | 82 – 60 (27-8, 42-21; 57-37) referto | Passalacqua Ragusa | PalaRomare |
| \| \| \| \| \| Gruda, Sottana 15 \| Punti \| 19 Santucci \| |                    |                                      |                    |            |
|                                                             |                    |                                      |                    |            |
| Gruda, Sottana 15                                           | Punti              | 19 Santucci                          |                    |            |

### Finale
| Arbitri: | Paolo Puccini (Genova) Daniele Yang Yao (Vigasio) Angela Rita Castiglione (Palermo) |

|                       |          |                    |
| Bestagno 13 Pan 12    | Punti    | 17 Gruda 12 Harmon |
| Fagbenle, Petronytė 2 | Assist   | 6 Sottana          |
| Fagbenle 11           | Rimbalzi | 12 Gruda           |

## Squadra vincitrice
Umana Reyer Venezia (2º titolo): Martina Bestagno, Debora Carangelo, Francesca Pan, Giulia Natali, Yvonne Anderson, Gintarė Petronytė, Temi Fagbenle, Laura Meldere, Beatrice Attura, Anna Rescifina, Noemi Celani, Elisa Penna. Allenatore: Giampiero Ticchi.